# International Road Transport Union
Die International Road Transport Union (IRU) mit Sitz in Genf  ist der Weltdachverband der Straßentransportwirtschaft. Der Verband hat heute 180 Mitgliedsverbände in 73 Ländern und vertritt Mitglieder aus den Bereichen Straßengütertransport, Werkverkehr sowie Personentransport.
Die Organe der IRU arbeiten eng mit der Europäischen Union zusammen, machen Vorschläge und starten Initiativen in bestimmten ausgewählten Aktionen der Straßentransportwirtschaft. Die IRU verwaltet im Auftrag der UN das Zollabkommen über den internationalen Warentransport mit Carnet TIR (TIR-Konvention) und die Ausgabe der Zolldokumente erfolgt über die nationalen IRU-Mitgliedsverbände in derzeit 57 Staaten. Präsident ist Radu Dinescu, Generaldirektor ist Umberto de Pretto.

## Geschichte
Die International Road Transport Union wurde am 23. März 1948 in Genf gegründet und zwar ein Jahr nach der Wirtschaftskommission der Vereinten Nationen für Europa (UNECE), um den Wiederaufbau des vom Krieg zerrütteten Europa durch erleichterten internationalen Straßenverkehr zu beschleunigen.
Die IRU begann durch die Gruppe der nationalen Straßenverkehrsverbänden, die aus acht westeuropäischen Ländern: Belgien, Dänemark, Frankreich, den Niederlanden, Norwegen, Schweden, der Schweiz und dem Vereinigten Königreich bestanden.
Global vertritt die IRU ihre Mitglieder in 73 Ländern auf 5 Kontinenten heute die Interessen der Bus, Bus, Taxi und Lkw-Betreiber von großen Flotten zu einzelnen Besitzer oder Betreiber. Es zielt darauf ab, Lösungen für Straßenverkehrsprobleme zu erforschen und anzubieten und bei der Synthese und Vereinfachung von Transport-Vorschriften und  in der Transport-Praxis zu helfen.

## Aktivitäten
IRU hat ihren Sitz an der Rue de Varembé 3, in 1211 Geneva 20.
Die IRU bearbeitet Lösungen, um die Welt zu verbessern und um Waren, Personen zu bewegen, indem wir Handel, Wirtschaftswachstum, Arbeitsplätze, Sicherheit, Umwelt und Gemeinden unterstützt werden.
Die Aktivitäten beinhalten:
- Partnerschaft zwischen allen seinen aktiven und assoziierten Mitgliedern und mit verwandten Organisationen und Branchen zur Festlegung, Entwicklung und Förderung von Maßnahmen von gemeinsamem Interessen
- Überwachung aller Aktivitäten, Rechtsvorschriften, Politiken und Veranstaltungen, die sich auf die Straßenverkehrswirtschaft auswirken, auf alle beteiligten Akteure reagieren und mit ihnen zusammenarbeiten;
- strategisches Nachdenken über die globalen Herausforderungen Energie, Wettbewerb und soziale Verantwortung, gestützt auf die Stärken und das Fachwissen seiner Mitglieder, die über die IRU-Kommissionen und Arbeitsgruppen verteilt werden;
- Dialog mit zwischenstaatlichen Gremien, internationalen Organisationen und allen anderen von der Straßenverkehrswirtschaft betroffenen Akteuren, einschließlich der breiten Öffentlichkeit;
- Zusammenarbeit mit politischen Entscheidungsträgern, Gesetzgebern und Meinungsmachern, um zu einer fundierten und wirksamen Gesetzgebung beizutragen und das richtige Gleichgewicht zwischen den Bedürfnissen und Interessen aller zu finden;
- öffentlich-private Partnerschaften mit den zuständigen Behörden zur Umsetzung von Rechtsinstrumenten wie dem TIR-Übereinkommen im Rahmen des Mandats der Vereinten Nationen oder konkrete transnationale Projekte wie die Wiedereröffnung der Seidenstraße;
- Mitteilungen zu Aufgaben und der Bedeutung der Straßenverkehrswirtschaft, ihrer Position zu verschiedenen Themen sowie zuverlässiger Daten und Informationen;
- Bereitstellung praktischer Dienste und Informationen für die Straßentransportunternehmen, wie die neuesten Kraftstoffpreise, Wartezeiten an den Grenzen, sichere Parkplätze, Berufsausbildung, Entwicklungen in der Gesetzgebung, Rechtshilfe usw.
- Schulungen zur Förderung der Fachkompetenz in der Branche, Verbesserung der Qualität der angebotenen Dienstleistungen und Gewährleistung der Einhaltung der Standards für den Straßentransport durch die IRU-Akademie